# Семеду, Нелсон
Не́лсон Кабрал Семе́ду (порт. Nélson Cabral Semedo; родился 16 ноября 1993 года, Лиссабон, Португалия) — португальский футболист, правый защитник английского клуба «Вулверхэмптон Уондерерс» и сборной Португалии. Участник двух чемпионатов Европы (2020 и 2024).

## Клубная карьера

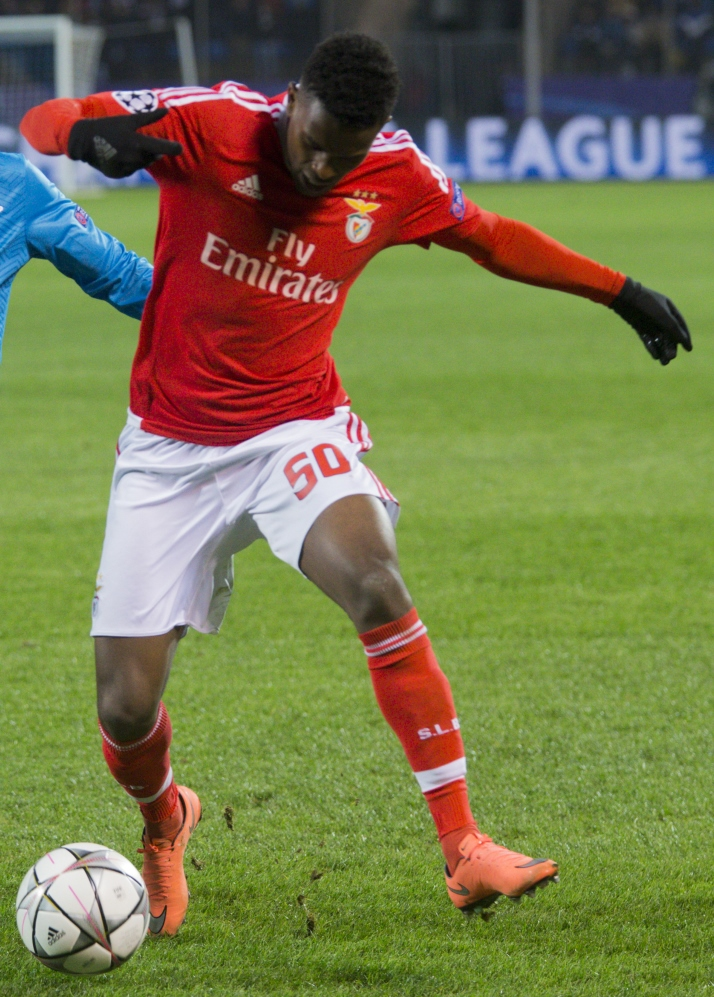
Семеду в составе «Бенфики»

Нелсон — воспитанник клуба «Шентренше». В 2012 году он перешёл в столичную «Бенфику», где начал выступать за команду дублёров. В том же году Нельсиньо на правах аренды перешёл в клуб «Фатима». 2 сентября в матче против своего родного «Шентренше» он дебютировал в третьем дивизионе Португалии. После окончания аренды Семеду вернулся в «Бенфику». 16 августа 2015 года в матче «Эшторил-Прая» он дебютировал в Сангриш лиге. В этом же поединке он забил свой первый гол за орлов. 15 сентября в матче Лиги чемпионов против казахстанской «Астаны» Нельсон дебютировал за лиссабонский клуб на международном уровне. В 2017 году он во второй раз стал чемпионом Португалии.
13 июля 2017 года было объявлено о переходе защитника в испанскую «Барселону». Сумма трансфера составила € 30 млн, при этом «Бенфика» будет получать по € 5 млн за каждые 50 матчей игрока за каталонский клуб до первого переподписания контракта. 20 августа в матче против «Бетиса» он дебютировал в Ла Лиге. 27 января 2019 года в матче против «Жироны» забил свой дебютный гол в составе «Барселоны».
23 сентября 2020 года перешёл в английский «Вулверхэмптон Уондерерс». Контракт рассчитан на три года с опцией продления ещё на два года. Сумма трансфера составила 30 миллионов евро плюс 10 миллионов в качестве бонусов. Семеду дебютировал за «волков» в английской Премьер-лиге 27 сентября 2020 года в матче против «Вест Хэм Юнайтед», который его команда проиграла со счётом 0:4. Свой дебют на домашнем стадионе «Вулверхэмптона», «Молинью», игрок совершил неделей позже, 4 октября 2020 года, тогда «волки» победили «Фулхэм» со счётом 1:0. Первый гол за клуб Нелсон забил 23 мая 2021 года, в последнем матче сезона 2020/21 против «Манчестер Юнайтед».

## Международная карьера
11 октября 2015 года в отборочном матче чемпионата Европы 2016 года против сборной Сербии Семеду дебютировал за сборную Португалии.
В 2017 году Семеду принял участие в Кубке конфедераций в России. На турнире он сыграл в матчах против команд Новой Зеландии и Мексики.

## Достижения
«Бенфика»
- Чемпион Португалии (2): 2015/16, 2016/17
- Обладатель Кубка Португалии: 2016/17
- Обладатель Кубка португальской лиги: 2015/16
- Обладатель Суперкубка Португалии: 2016

«Барселона»
- Чемпион Испании (2): 2017/18, 2018/19
- Обладатель Кубка Испании: 2017/18
- Обладатель Суперкубка Испании: 2018

Сборная Португалии
- Победитель Лиги наций УЕФА (2): 2018/19, 2024/25
- Бронзовый призёр Кубка конфедераций: 2017

## Статистика

### Матчи за сборную
| №  | Дата            | Оппонент       | Счёт | Голы | Соревнование                        |
| -- | --------------- | -------------- | ---- | ---- | ----------------------------------- |
| 1  | 11 октября 2015 | Сербия         | 2:1  | —    | Отборочные матчи ЧЕ-2016 (группа I) |
| 2  | 28 марта 2017   | Швеция         | 2:3  | —    | Товарищеский матч                   |
| 3  | 3 июня 2017     | Кипр           | 4:0  | —    | Товарищеский матч                   |
| 4  | 9 июня 2017     | Латвия         | 3:0  | —    | Отборочные матчи ЧМ-2018 (группа В) |
| 5  | 24 июня 2017    | Новая Зеландия | 4:0  | —    | Кубок конфедераций 2017 (группа А)  |
| 6  | 2 июля 2017     | Мексика        | 2:1  | —    | Кубок конфедераций 2017 (3-е место) |
| 7  | 7 октября 2017  | Андорра        | 2:0  | —    | Отборочные матчи ЧМ-2018 (группа В) |
| 8  | 14 ноября 2017  | США            | 1:1  | —    | Товарищеский матч                   |
| 9  | 5 июня 2019     | Швейцария      | 3:1  | —    | 1/2 финала Лиги наций УЕФА 2018/19  |
| 10 | 9 июня 2019     | Нидерланды     | 1:0  | —    | Финал Лиги наций УЕФА 2018/19       |
| 11 | 7 сентября 2019 | Сербия         | 4:2  | —    | Отбор ЧЕ-2020 (группа В)            |

Итого: сыграно матчей: 11 / забито голов: 0; победы: 9, ничьи: 1, поражения: 1.